# David Pavelka
David Pavelka (sinh 18 tháng 5 năm 1991) là một cầu thủ bóng đá Cộng hòa Séc thi đấu cho Sparta Prague.

### Bàn thắng quốc tế
| # | Ngày                | Địa điểm                                  | Số trận | Đối thủ | Bàn thắng | Kết quả | Giao hữu |
| - | ------------------- | ----------------------------------------- | ------- | ------- | --------- | ------- | -------- |
| 1 | 26 tháng 3 năm 2019 | Sân vận động Sinobo, Prague, Cộng hòa Séc | 20      | Brasil  | 1–0       | 1–3     | Giao hữu |